# Г
Г (onderkast: г, geschreven: г) (ge of he) is een letter uit het cyrillische alfabet. Hij wordt als /g/ of /ɦ/ uitgesproken, afhankelijk van de taal. De letter is afgeleid van de Griekse letter Gamma.

## Weergave

### Unicode
De Г en г zijn in 1993 toegevoegd aan de Unicode 1.0 karakterset.
In Unicode vindt men Г onder het codepunt U+0413 (hex) en г onder U+0433.

### HTML
In HTML kan men voor Г de code &Gcy; gebruiken, en voor г &gcy;.